# Women's European Cup 1988
El Women's European Cup 1988 (Copa Europea de Rugby Femenino) de 1988 fue la primera y única edición del torneo femenino de rugby.
Fue el primer torneo oficial disputado entre selecciones femeninas de rugby.
El torneo no está considerado dentro del palmares y la historia del Rugby Europe Women's Championship, al no ser sancionado por la FIRA.

## Equipos participantes
- Selección femenina de rugby de Francia
- Selección femenina de rugby de Gran Bretaña
- Selección femenina de rugby de Países Bajos
- Selección femenina de rugby de Italia

## Resultados
| Pos. | Equipo       | Encuentros | Encuentros | Encuentros | Encuentros | Tantos  | Tantos    | Tantos     | Puntos Totales |
| Pos. | Equipo       | jugados    | ganados    | empatados  | perdidos   | a favor | en contra | diferencia | Puntos Totales |
| ---- | ------------ | ---------- | ---------- | ---------- | ---------- | ------- | --------- | ---------- | -------------- |
| 1    | Francia      | 3          | 3          | 0          | 0          | 37      | 12        | +25        | 6              |
| 2    | Reino Unido  | 3          | 2          | 0          | 1          | 63      | 17        | +46        | 4              |
| 3    | Países Bajos | 3          | 1          | 0          | 2          | 13      | 45        | -32        | 2              |
| 4    | Italia       | 3          | 0          | 0          | 3          | 18      | 58        | -40        | 0              |

### Resultados
| 21 de mayo | Francia | 13 - 3 | Países Bajos |  |  |

| 21 de mayo | Reino Unido | 32 - 9 | Italia |  |  |

| 22 de mayo | Francia | 16 - 3 | Italia |  |  |

| 22 de mayo | Reino Unido | 26 - 0 | Países Bajos |  |  |

| 23 de mayo | Francia | 8 - 6 | Reino Unido |  |  |

| 23 de mayo | Países Bajos | 10 - 6 | Italia |  |  |

| Bandera de Francia |
| Campeón Francia    |
| Primer título      |